# Hătuica, Covasna
Hătuica (maghiară Hatolyka sau Katolyka) este un sat în comuna Catalina din județul Covasna, Transilvania, România. Se află în partea de est a județului, în Depresiunea Târgu Secuiesc, pe malul drept al Râului Negru.

## Vezi și
- Biserica romano-catolică din Hătuica

## Imagini

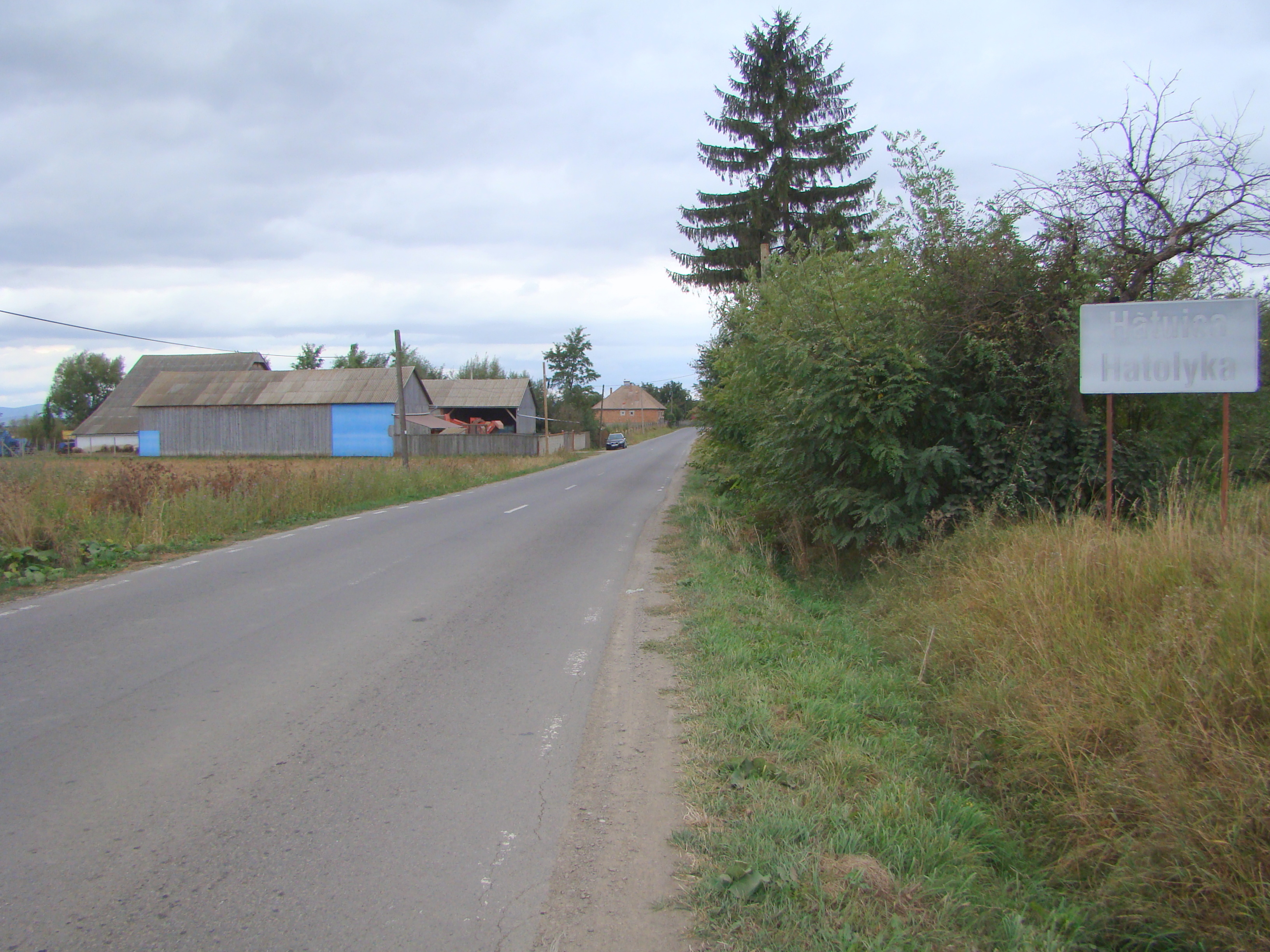
Intrarea în localitate
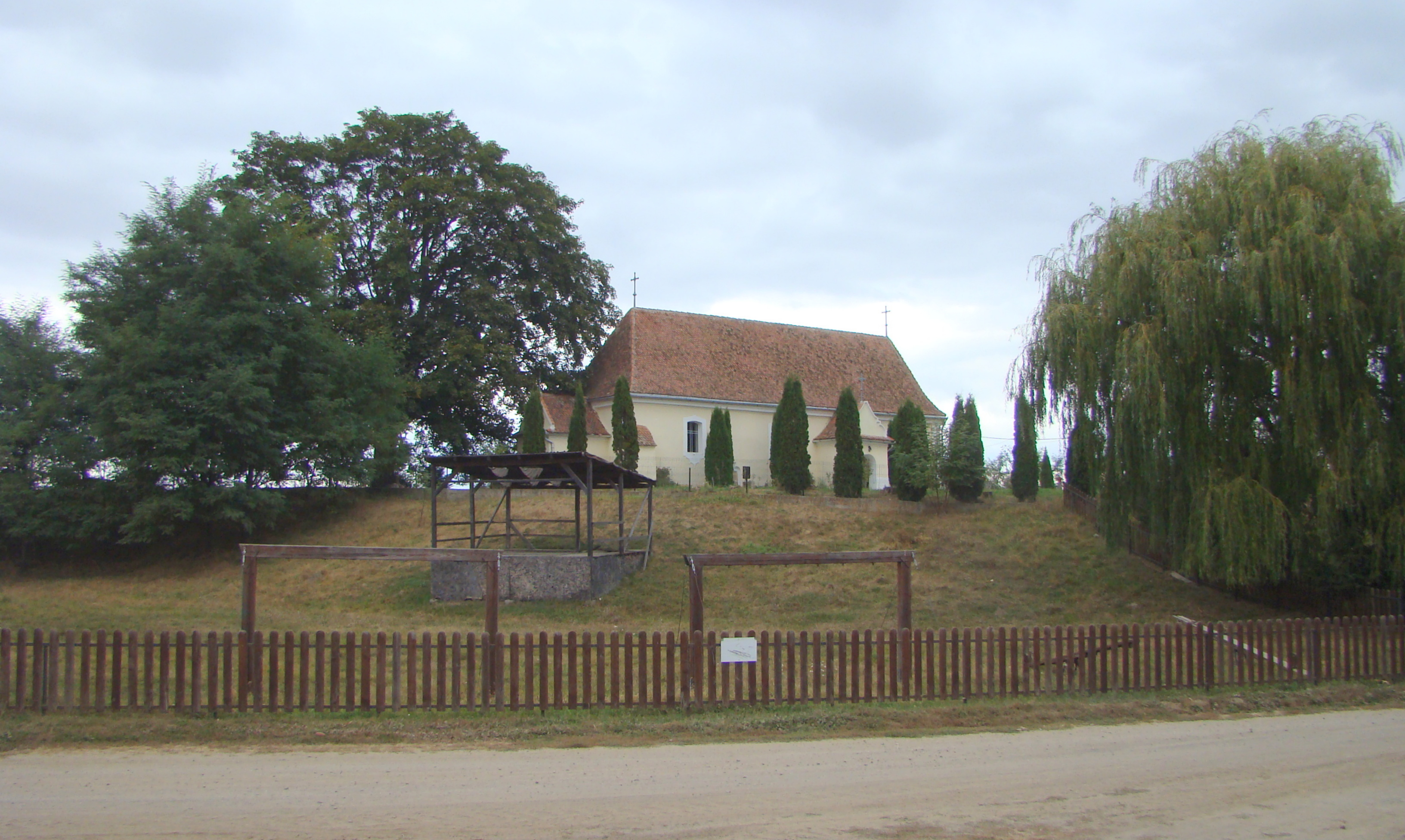
Ansamblul bisericii romano-catolice (monument istoric)
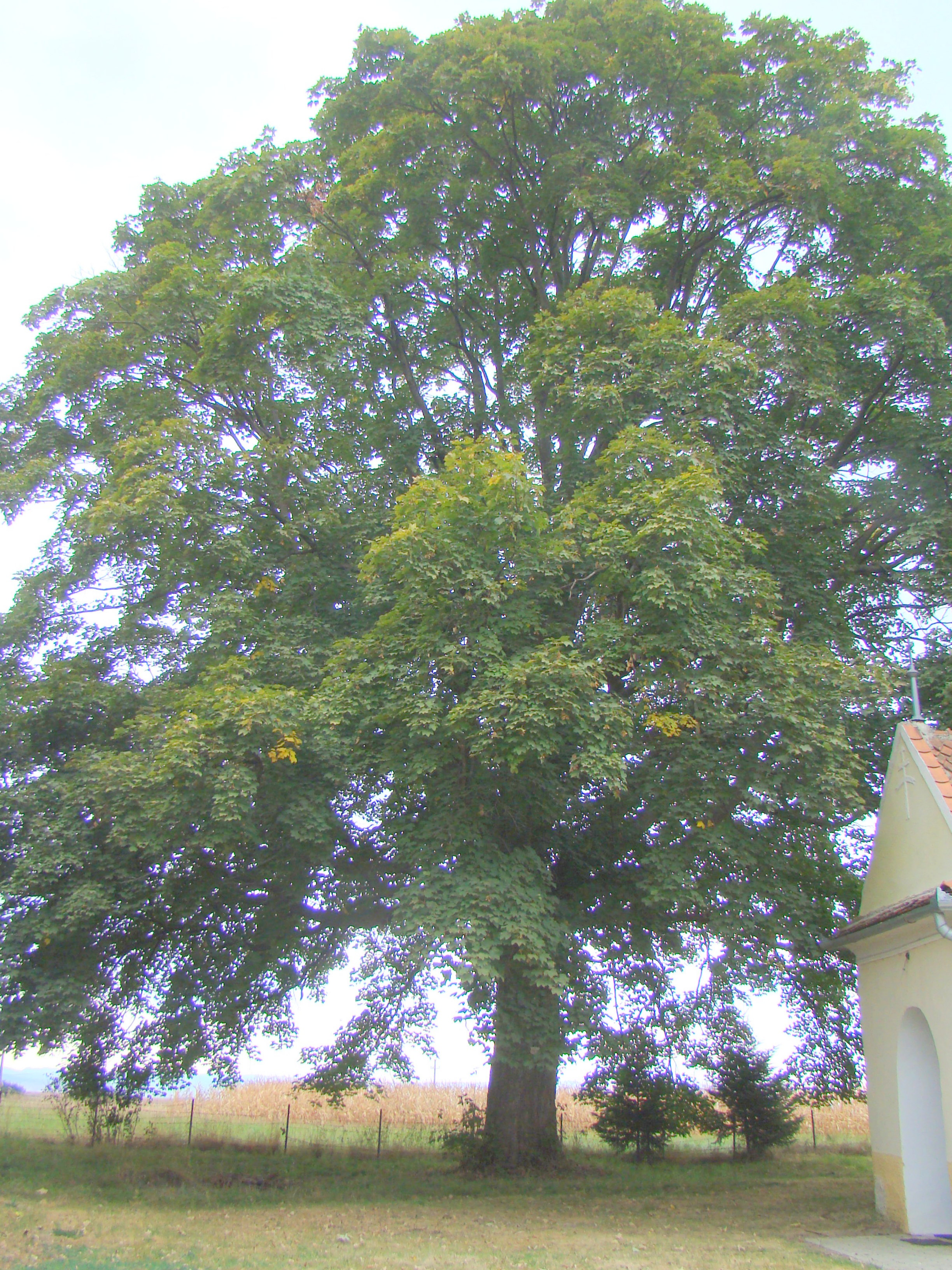
Stejarul secular
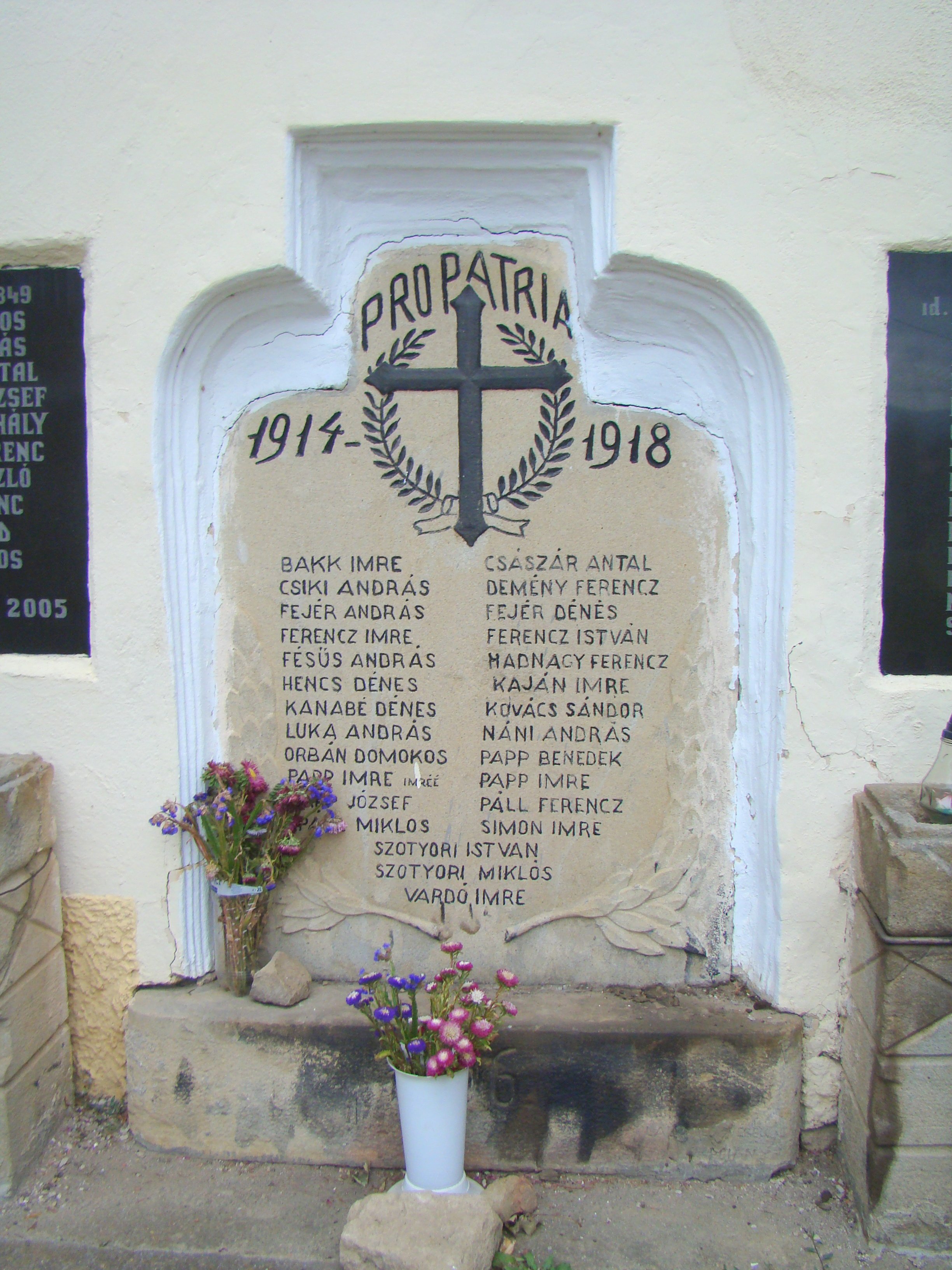
Monumentul eroilor
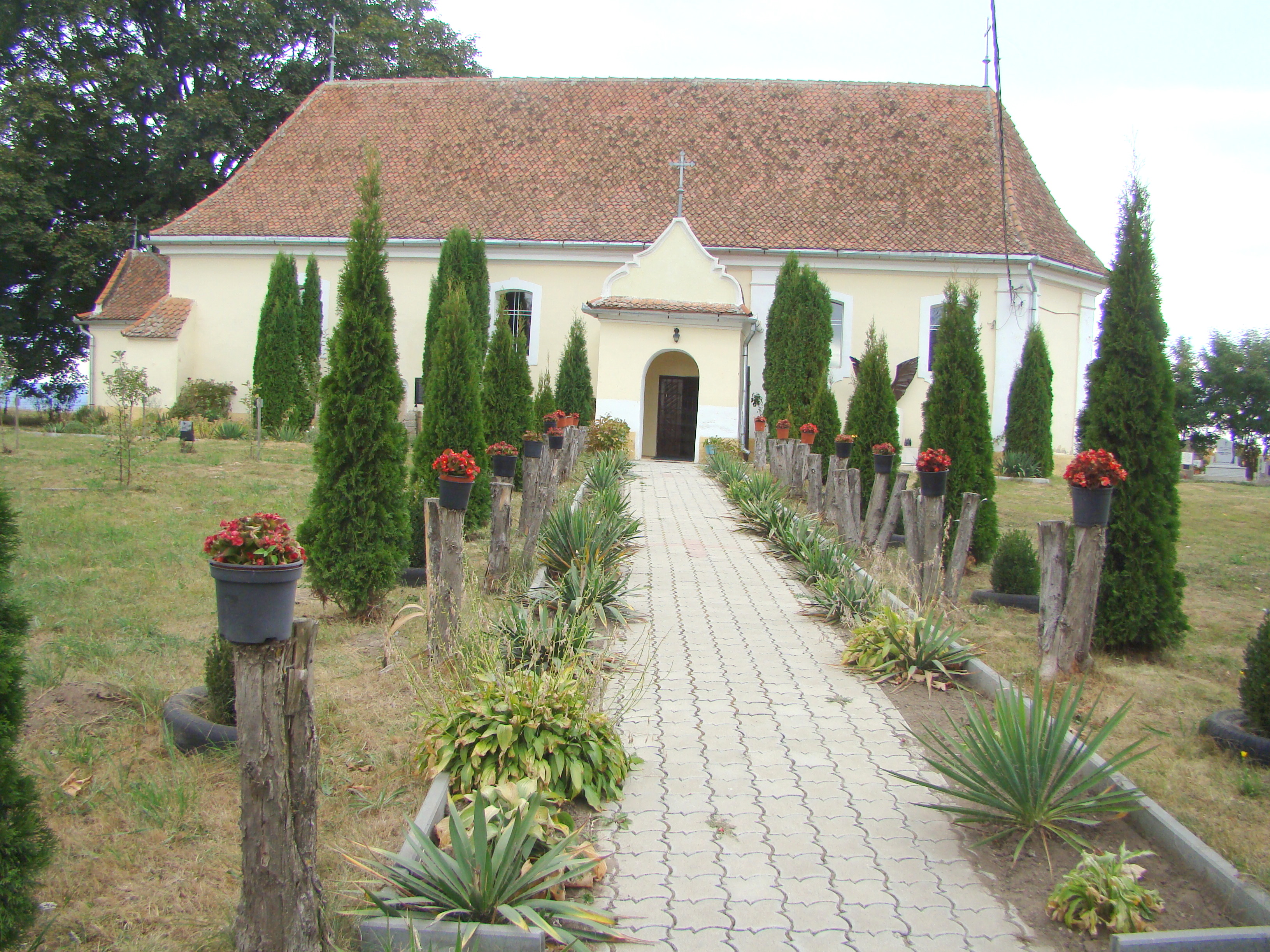
Biserica romano-catolică (monument istoric)
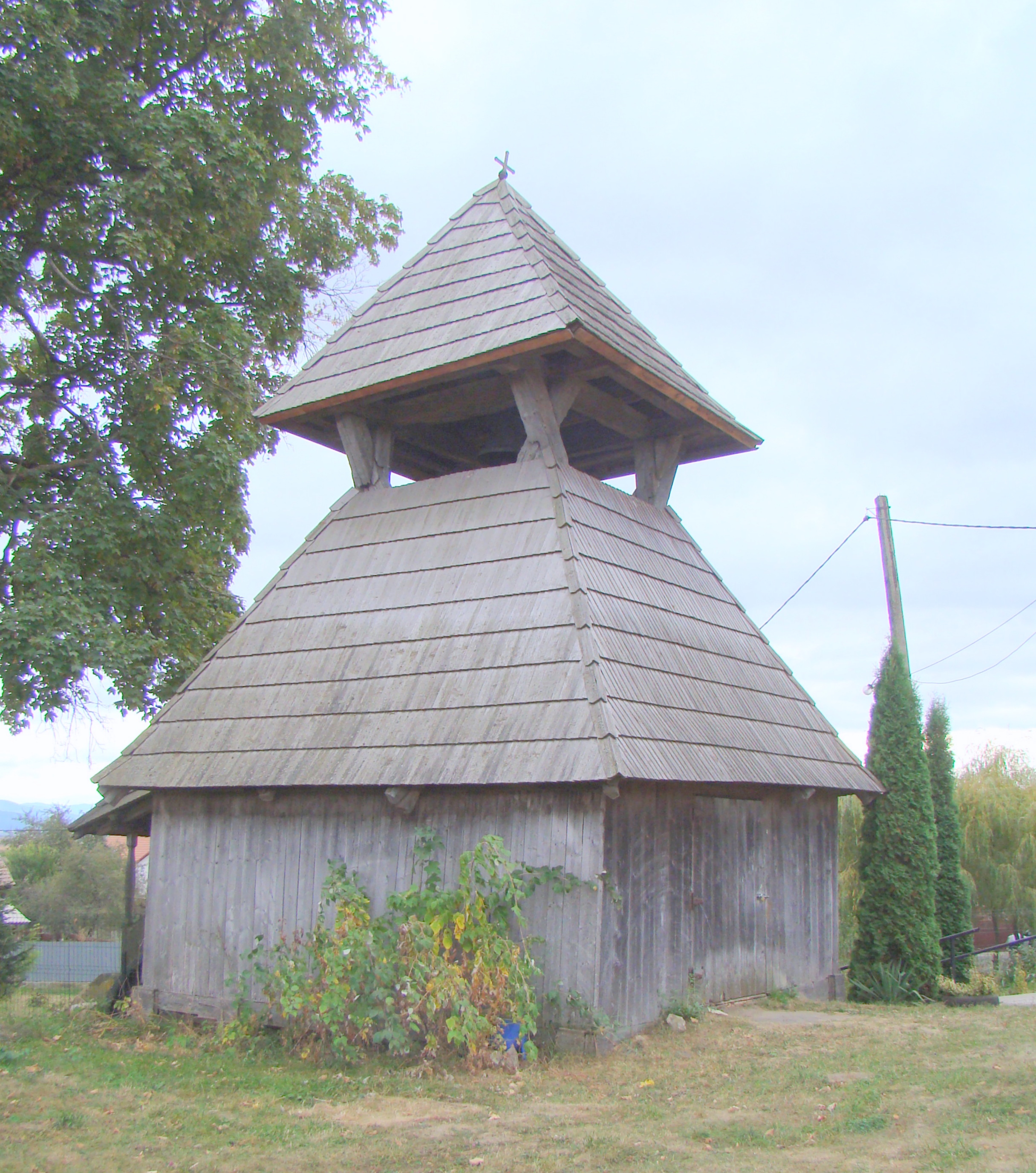
Clopotniţa de lemn (monument istoric)
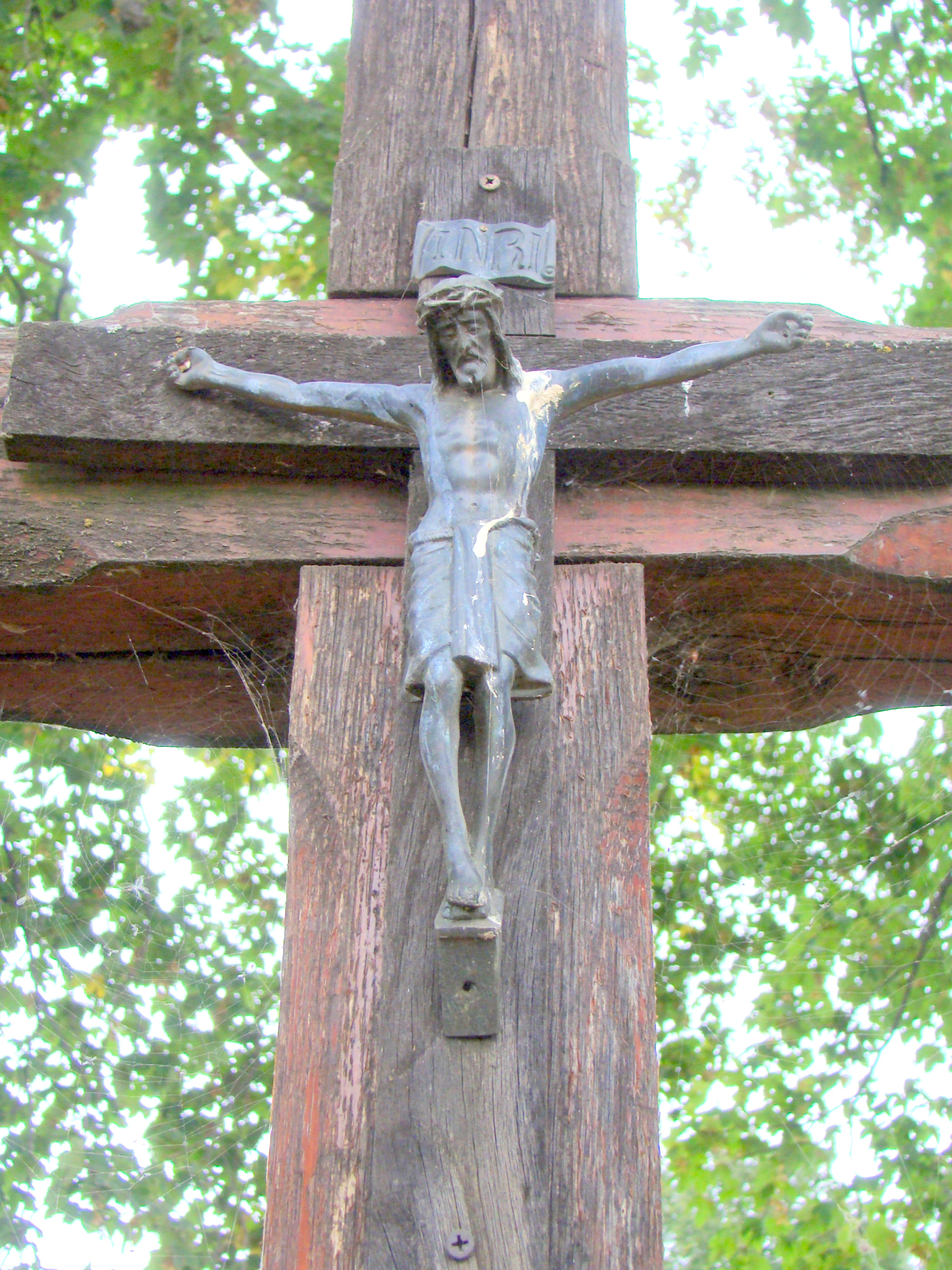
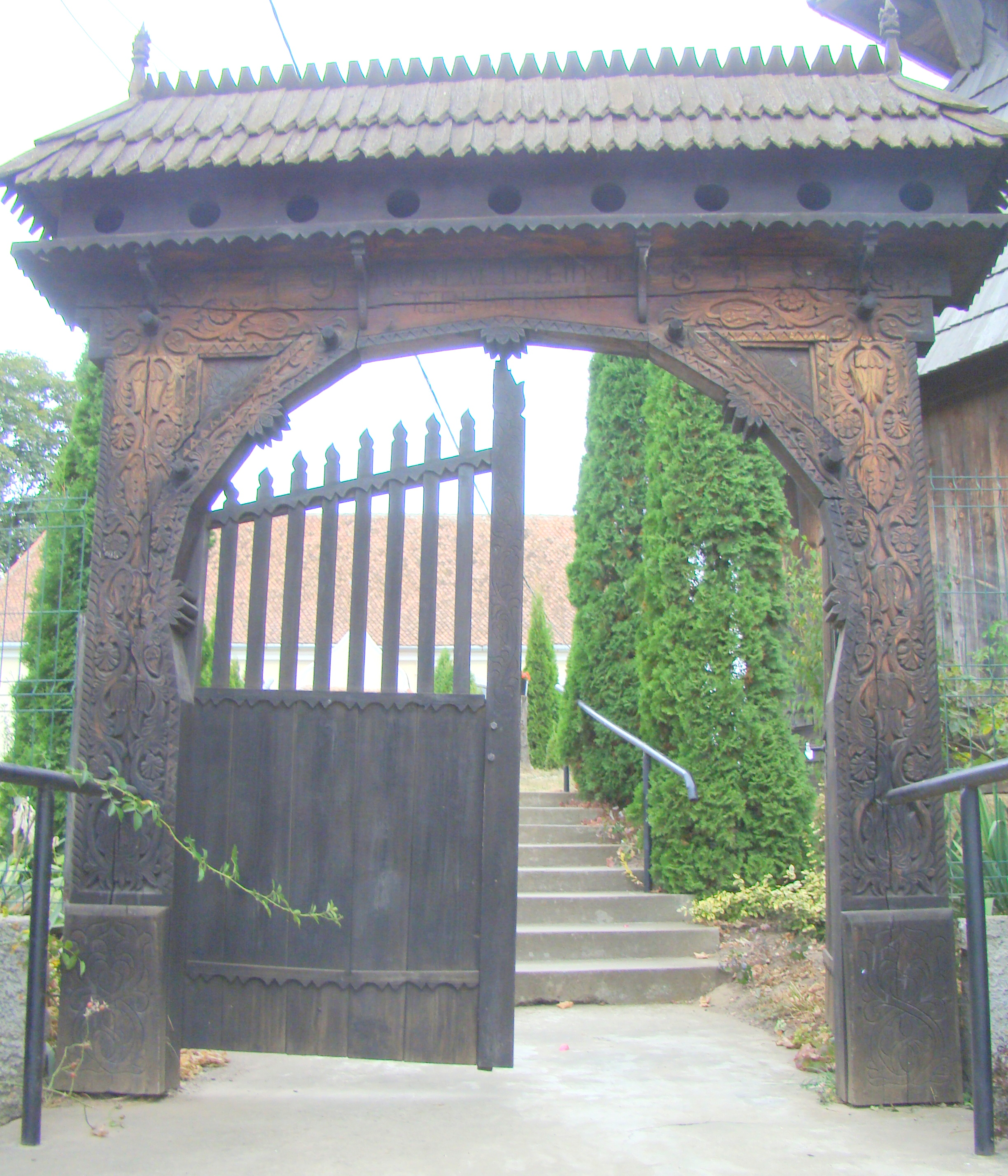
Poarta de lemn a bisericii

 Acest articol despre o localitate din județul Covasna este deocamdată un ciot. Puteți ajuta Wikipedia prin completarea lui.